# Санменсја
Санменсја (三门峡) град је Кини у покрајини Хенан. Према процени из 2009. у граду је живело 462.603 становника.

## Становништво
Према процени, у граду је 2009. живело 462.603 становника.
| 1990.   | 2000.   | 2009    |
| ------- | ------- | ------- |
| 112.693 | 261.995 | 462.603 |